# ハートフォード・ユニオン駅
ハートフォード・ユニオン駅（英語：Hartford Union station ）は、アメリカ合衆国コネチカット州ハートフォード ワン・ユニオン・プレイスにある駅。 全米各地を結ぶ旅客鉄道のアムトラックが乗り入れている。

## 概要
ハートフォード・ユニオン駅は1889年に完成した。 アムトラックやバスターミナルは、店舗やオフィスの使用に対応するために1980年代半ばに改装された歴史的な駅舎を使用していない代わりに、高架の西側に建設された建物を使用する。そこに様々な交通機関の券売所、コンビニエンスストア、共通の待合室がある。ホームは高架上に位置している。 
ハートフォード・ユニオン駅は、ニューヘイブン・ハートフォード・スプリングフィールド（NHHS）鉄道プロジェクトのルート上の停車駅の一つである。コネチカット州、マサチューセッツ州、バーモント州、アムトラック、連邦鉄道局の共同事業であるニューヘイブン・ハートフォード・スプリングフィールド（NHHS）鉄道プロジェクトの推定総費用は6億5,000万ドルで、アムトラックのスプリングフィールドラインに沿っている都市に便益がある新しい通勤輸送・都市間輸送を創出することを目的としている。この約100キロの路線は、将来のニューイングランドの高速鉄道輸送計画にも不可欠と考えられている。2016年の初めに、NHHSプロジェクトは、ルートの一部を複線化し、改良するために2009年アメリカ復興・再投資法やその他の連邦資金調達プログラムを通じて、約1億9,100万ドルを受け取った。残りの部分の改善を完了させるために追加の資金が必要となる。コネチカット州は、ニューヘイブン・ハートフォード・スプリングフィールド鉄道線の改善に投資するために州債で最大4億3,500万ドルの使用を承認した。プロジェクトの環境影響の評価は2012年5月に発表され、通勤輸送は2018年初頭に開始される予定である。
豊かな水量とで流れの速い川があるため、ニューイングランドは1790年代に工業化する最初の地域だった。 製品をすばやく移動させ、出荷を容易にする必要性は、鉄道の建設につながった。 それらの1つはハートフォード・アンド・ニューヘイブン鉄道（H＆NH）で、1833年に設立され、1839年までに全面的に開通した。開業にあたりハートフォード・アンド・ニューヘイブン鉄道は現在のプララスサークルの近くにシンプルな2階建ての駅舎を建設した。 1850年に現在の駅の位置に、60,000ドルをかけ、より大きな駅舎に建て替えられた。そして、1889年にハートフォード・ユニオン駅が開業した。旧駅も混雑し、鉄道と道路も通行量が増えてきたので地元の建築家ジョージ・ケラーは、軌道をダウンタウンの大通りを越える高架にして、旅客鉄道施設を建設する計画を思いついた。ハートフォード・ユニオン駅は、南北伸びる2階建の翼と3階建の中央部から構成されていた。 駅は1914年の火災で深刻な被害を受けた後、建築家フレデリック・メラーの手により完全に改修された。
ハートフォード・アンド・ニューヘイブン鉄道のようなコネチカット州の初期の鉄道の多くは、多数の河川や入り組んだ海岸線のため架橋をしなければならない東西方向ではなく南北方向の路線であった。東西方向の路線はニューヨーク・アンド・ニューヘイブン鉄道（NY＆NH）が1844年に設立されるまで、建設は施工されなかった。 1849年には、ニューヨーク・アンド・ハーレム鉄道と接続し、マンハッタンへ通じる鉄道が開業した。ハートフォード・アンド・ニューヘイブン鉄道とニューヨーク・アンド・ニューヘイブン鉄道は互いに助け合い、ライバルを止めることの価値を認識し、1872年に合併し、ニューヘイブン鉄道となることに合意した。 ニューヘイブン鉄道はニューイングランド南部の大動脈となった。 1920年代までにニューヘイブン鉄道は3,200キロ以上の路線網を持ち、アメリカの旅客鉄道輸送の10％を占めていたと推定されている。
第二次世界大戦後、連邦政府交通部門の予算は、自動車や飛行機による旅行を支援するインフラプロジェクトに移行した。 鉄道会社はサービスを維持するために苦労したが、駅などの施設を維持することはできなかった。 1950年代、ニューヘイブン鉄道は広い駐車場を設置した新しい通勤者向けの駅に集中して、その業績を復活させようと試みた。 1954年にハートフォードを訪問したニューヘイブン鉄道パトリック・マクギニス社長は、ユニオンステーションを「無駄な怪物」と呼んだ。
1970年代を通して、ハートフォード都市圏で陸上輸送を担う公社であったグレーター・ハートフォード・トランジット・ディストリクト(GHTD)は、ユニオン駅で輸送施設をリースする可能性について議論した。この不確実な状態の期間中、市民は国家歴史登録財に登録されるよう働きかけ、1975年に登録された。 1981年所有者は最終的に約150万ドルで駅をグレーター・ハートフォード・トランジット・ディストリクトへ売却することに合意した。改修の費用は約1,500万ドルと推定されていた。 連邦、州、および地方自治体との何年もの計画と議論の後、グレーター・ハートフォード・トランジット・ディストリクトは段階的な改修計画を策定した。 まず、駅に隣接する鉄道の高架橋補強工事が施工された。新しい輸送施設が建設され、店舗、レストラン、オフィスが入居できるよう駅舎内が改装された。 連邦交通局（Federal Transit Administration）の前身である都市大量輸送交通局（Urban Mass Transit Administration）からアムトラックと都市間バス施設の建設資金のために450万ドルが助成された。

## 利用可能な鉄道路線／列車
アムトラックの停車する列車は下記の通り。
セントオールバンズとワシントン間の昼行長距離列車バーモンター号…1日1往復停車
スプリングフィールドとワシントン間の昼行長距離列車ノースイースト・リージョナル号…1日1往復停車
スプリングフィールドとニューヘイブン間の昼行短距離列車ニューヘイブン・スプリングフィールド・シャトル号…1日4往復停車（ニューヘイブン・ユニオン駅でノースイースト・リージョナル号に接続する。）

## バス
当駅から乗車できるバスは以下の通り。
中長距離バス
グレイハウンド
ピーターパン・バスラインズ
路線バス
コネチカット交通 (CT Transit)
CTファストラック (CTfastrak)